# Frankenstein-Komplex

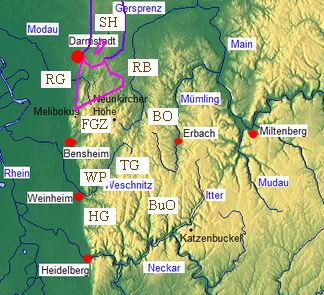
Frankenstein-Komplex (Pinklinie) des Kristallinen Odenwaldes und die benachbarten geologischen Formationen Sprendlinger Horst (SH, violett), Reinheimer-Dieburger Bucht (RB), Rheingraben (RG) und Flasergranitoidzone (FGZ). Weitere Einheiten: Weschnitzpluton (WP), Trommgranit (TG), Heidelberger Granit (HG), Böllsteiner Odenwald (BO), Buntsandstein-Odenwald (BuO)

Als Frankenstein-Komplex wird der nördliche Teil des Kristallinen Odenwaldes zwischen Darmstadt und Seeheim im Westen, der Reinheimer Bucht im Osten und der SW-NE verlaufenden Scherzone Seeheim-Groß-Bieberau bezeichnet, die diese Einheit von der südlich anschließenden Flasergranitoidzone trennt.
Er besteht v. a. aus Gabbrogesteinen, die im Oberdevon vor etwa 360 Millionen Jahren intrudierten, und repräsentiert somit eine Entwicklungsstufe der Variszischen Gebirgsbildung, deren Ursachen und Verlauf unter Geologie des Odenwaldes skizziert sind.

## Gesteine des Frankenstein-Komplexes
Der Kristalline Odenwald endet morphologisch in den höhergelegenen Stadtteilen von Darmstadt (Granidiorit, Granit, G 2) und in einer davon nordöstlich gelegenen Kristallininsel mit Aufschlüssen am Mainzer Berg (227 m, Granitbruch) bzw. in Messel und taucht dann in nördlicher Richtung unter den Sprendlinger Horst (Messeler Hügelland). Durch Bohrungen bei Sprendlingen ist Granit unter 260 m Rotliegendem nachgewiesen.

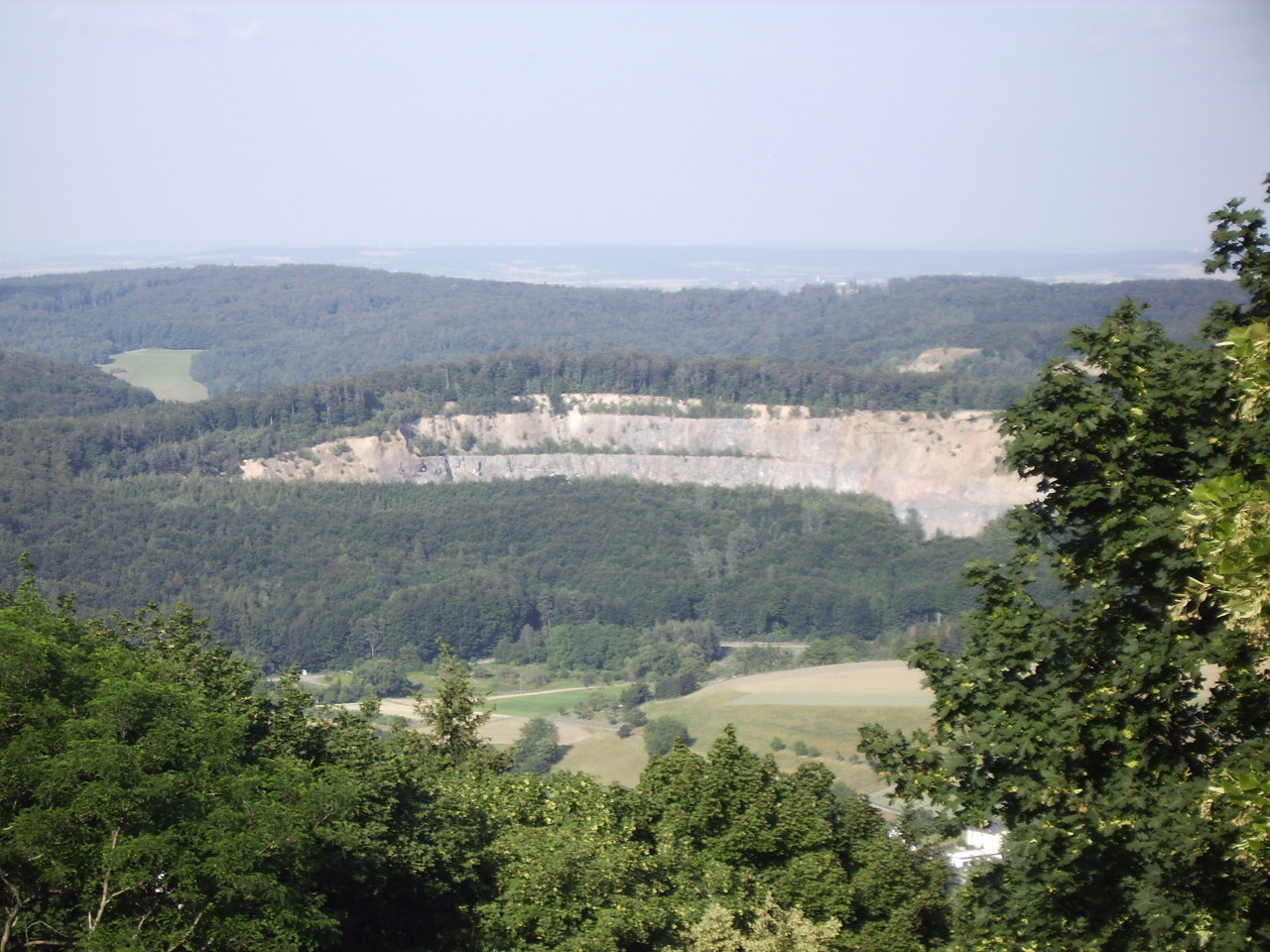
Vom Frankenstein aus überblickt man den Gabbro-Komplex bei Nieder-Beerbach (Steinbruch). Im Hintergrund die Reinheimer Bucht mit umgebenden Bergrücken

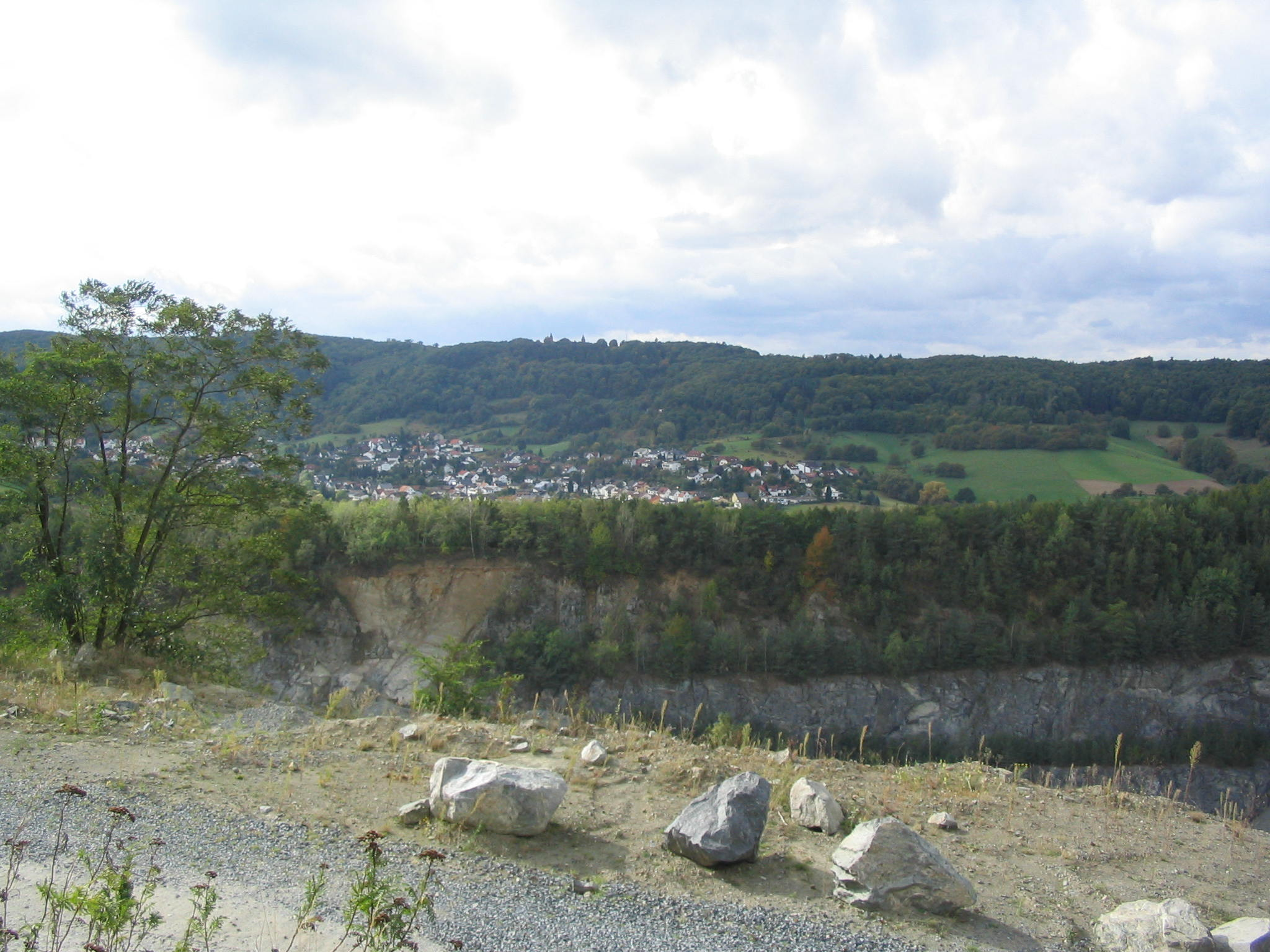
In umgekehrter Richtung vom Steinbruch am Glasberg aus: Frankensteinmassiv und davor Nieder-Beerbach

Das für den Komplex namengebende Frankensteinmassiv liegt innerhalb einer Linie Seeheim-Eberstadt-Ober-Ramstadt-Modautal-Seeheim und hat einen im Allgemeinen zonierten Aufbau: Der Gabbro- (Anorthit 95-65) bzw. Eukrit (An 65-55)-Kern wird von Diorit (Anorthitgehalt 55-40)- und Granitschollen und diese wiederum von einem Schiefergneismantel umschlossen. Der Gabbro setzt sich mineralogische hauptsächlich aus etwa 60 % Plagioklas, 20 % Klinopyroxen, 10 % Olivin zusammen.
Solche Formationen sind noch in Steinbrüchen aufgeschlossen, in denen Gabbro oder Diorit für Bausteine sowie Straßenschotter abgebaut wurden bzw. werden: z. B. bei Nieder-Beerbach, am Emmertsberg bei Frankenhausen und am Wingertsberg (Bild s. u.) bei Nieder-Ramstadt (Amphibolit/Diorit).

## Tektonische Prozesse
Durch die Kontinentalverschiebung drifteten in der Devon- und Karbon-Zeit (vor etwa 380-320 Mio. Jahren) in einem Meeresgebiet zwischen einem großen Nord- und einem Südkontinent Krustenblöcke (Terrane) und Inseln aufeinander zu. Infolge der Zusammenschiebungen wurden einmal Gesteine tief in die Erdkruste versenkt (Subduktion) und in ca. 15, teilweise sogar in 30 bis 50, Kilometer Tiefe aufgeschmolzen, zum Zweiten – zusammen mit Magmagesteinen – langsam wieder in die Erdkruste hochgedrückt, wo die bis zu 1000 °C heißen Schmelzen 4 bis 5 km unter der damaligen Landoberfläche im Laufe von 60 Millionen Jahren allmählich abkühlten und auskristallisierten. So entstand das Variszische Gebirge, zu dem der Odenwald zählt, und als Teil davon der Frankenstein-Komplex.
In der Fachliteratur wird sowohl die Entstehung der Gesteinsformationen des Frankenstein-Komplexes wie auch die Gemeinsamkeiten mit bzw. die Abgrenzung gegenüber den benachbarten Einheiten des kristallinen Odenwalds in Verbindung mit den tektonischen Prozessen diskutiert:
- Nach radiometrischen Messungen intrudierten die Frankenstein-Gabbros im Oberdevon vor ca. 360 Millionen Jahren:[13] Sowohl 207Blei/206Blei-Altersbestimmungen an einzelnen Zirkonen (362 ±9 Mio. Jahre) als auch 40Argon/39Argon-Datierungen an Hornblende (363 ±7 Mio. Jahre) und Plagioklasen (359 ±3 Mio. Jahre) deuten nach Kirsch auf ein Intrusionsalter mit einer sehr schnell nachfolgenden Abkühlungsgeschichte hin. Niedrige Strontium-Werte (0.703) sind charakteristisch für ein aus dem Erdmantel stammendes Gabbro-Magma.[14] Demzufolge wird die Gabbro-Intrusion in Verbindung mit einer nach Süden abfallenden Subduktionszone interpretiert, die zur Bildung des magmatischen Bogens der Mitteldeutschen Kristallinzone (MDKZ)[15] und des Odenwaldes als Teil davon führte.[16]
- Stein[17] grenzt wie Altherr[18] den Frankenstein-Komplex aufgrund der tektonisch-metamorphen Geschichte gegenüber der südlich anschließenden Flasergranitoidzone ab: Radiometrische Datierungen weisen eine Differenz von 20 Millionen Jahren nach, bevor die Plutonplatznahme in der Flasergranitoidzone begann.[19] Damit ist der Frankenstein-Gabbro-Komplex das älteste magmatische Gestein im Bergsträßer Odenwald.
- Geochemikalische und strukturbezogene Daten deuten auf eine strike-slip-Scherzone (Suturzone) zwischen Frankenstein-Komplex und Flasergranitoidzone hin.[20]
- Weiterhin gibt es Hinweise auf unterschiedliche Intrusionstiefen: Der Frankenstein-Gabbro wird interpretiert[21] als Mantelschmelze-Produkt, während alle Plutone im angrenzenden südlichen Teil des Bergsträßer Odenwalds eine Krusten-Signatur haben.[22]

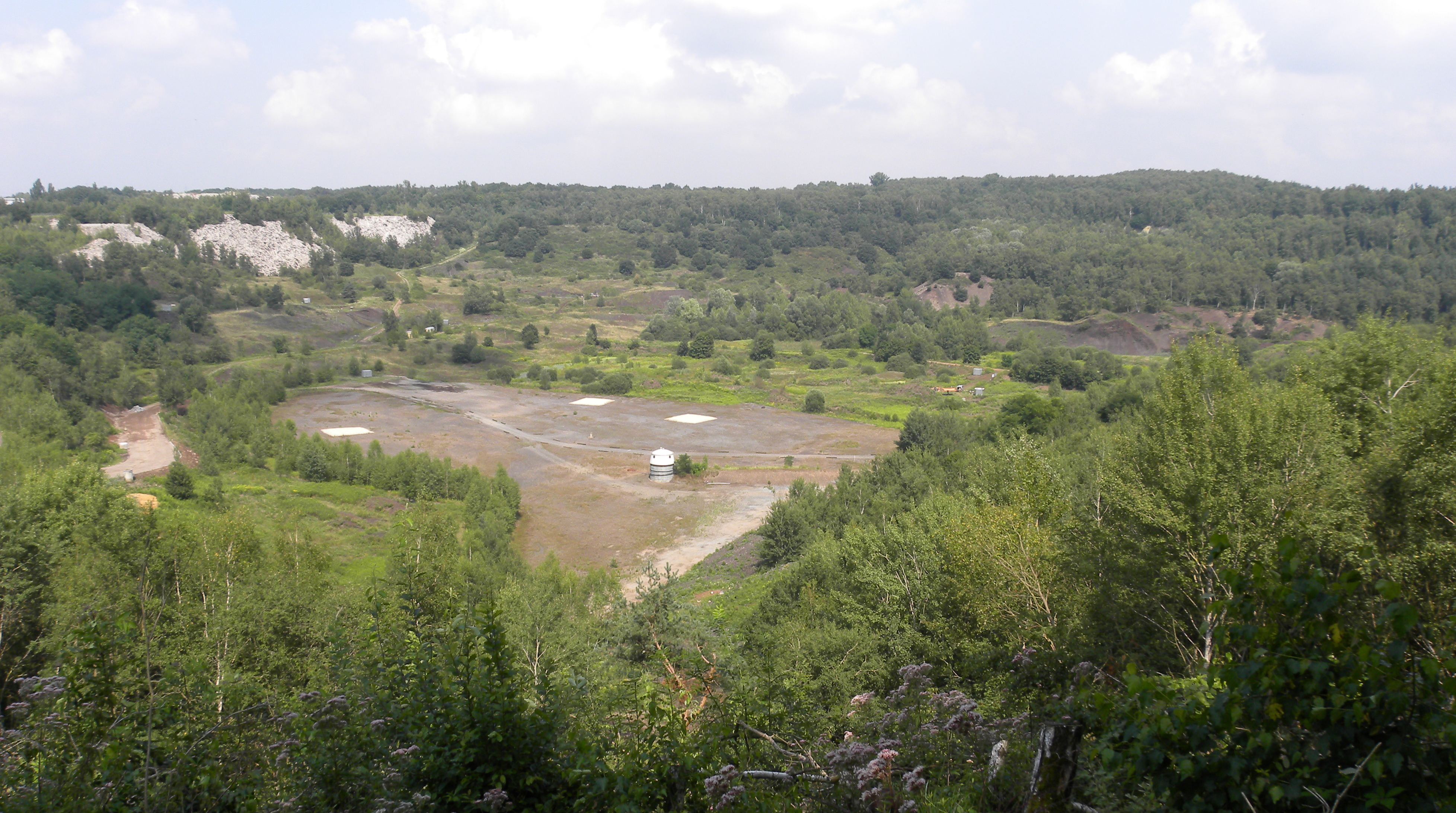
In der Grube Messel wurden tertiäre Tiere und Pflanzen gefunden, die in den Schlammschichten eines ehemaligen Maar-Sees konserviert worden sind.

Die nördlich an den Frankenstein-Komplex anschließende geologische Formation des Sprendlinger Horsts entstand in der Zeit des Rotliegenden. Bereits mit Beginn der Erosion während der Aufwölbung des Variszischen Gebirges lagerte sich der später verfestigte, als Arkose bezeichnete Verwitterungsschutt, meistens Sandsteine, Letten und Kalke, am Nordrand des Berglandes in Gräben (Saar-Saale-Graben) und Senken ab.
In derselben Zeit durchrüttelten große Erschütterungen der Erdkruste den Odenwald, Vulkane drangen, v. a. im Norden des Frankenstein-Komplexes, vor 290 bis 270 Millionen Jahren aus der Erde, schleuderten Tuffe aus ihren Kratern und gossen Lava auf die Sedimentfläche. Basaltartige Gesteine (Melaphyre) sind bei Dietzenbach, Urberach, Messel, (nordöstlich Darmstadts) erhalten.
Bei variszischen und späteren (z. B. tertiären) tektonischen Vorgängen rissen immer wieder in den Gesteinsmassen Spalten auf, in welche u. a. jüngere Aplite, Calcit-Baryt- oder Kupfer-Silberkobalt-Uran-Schmelzen eindrangen, die zu Ganggesteinen bzw. Erzgängen auskristallisierten wie im Steinbruch am Wingertsberg bei Nieder-Ramstadt. Auch in der Nähe der Burg Frankenstein sind Ganggesteine, Odinit (=Spessartit), in den Gabbro eingeschlossen.

### Geologische Karten

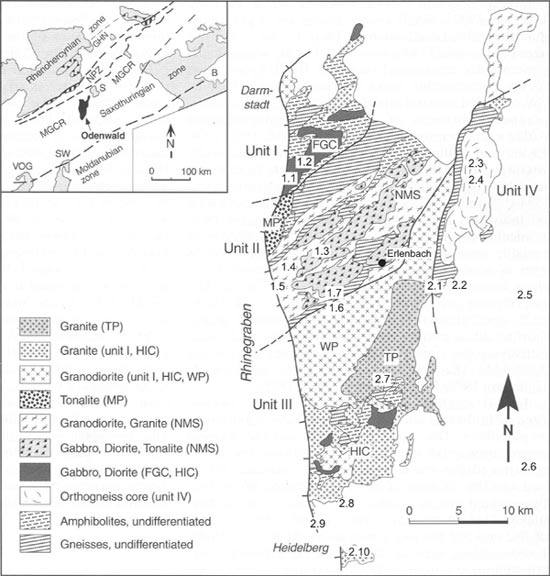
Geologische Karte des Odenwaldes (aus: Altherr, 1999)
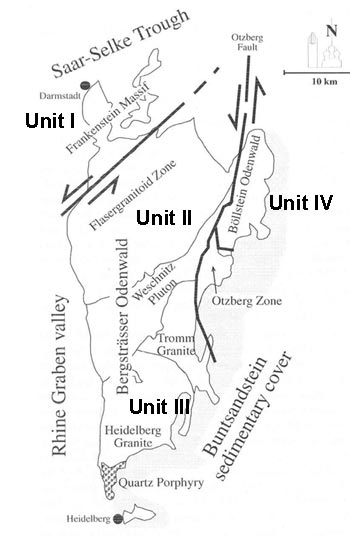
Geologische Karte des Odenwaldes (aus: Stein, 2001)
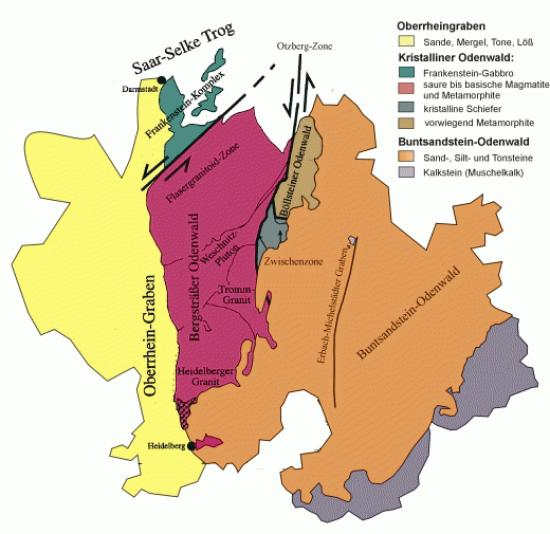
Geologische Karte des Odenwaldes (Stein, 2001 + Weber, Geo-Naturpark)
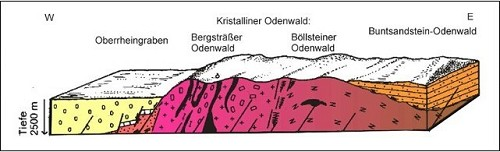
Geologisches Profil des Odenwaldes (Geo-Naturpark)
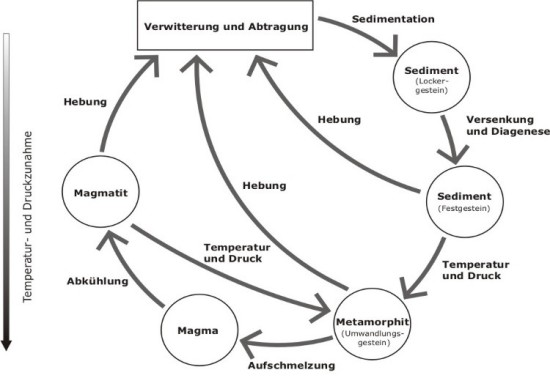
Kreislauf der Gesteine (Geo-Naturpark)

## Das heutige Landschaftsbild
Das heutige Landschaftsbild im nördlichen Odenwald entwickelte sich im Tertiär, d. h., es ist einmal geprägt von den Verwitterungsprozessen und zweitens durch die bei Vulkanausbrüchen eruptierten Gesteine wie die Trachyte im östlichen Gebiet in Richtung Reinheimer Bucht z. B. bei Eppertshausen, Dietzenbach und Heusenstamm, für die von Lippolt ein Kalium-Argon-Alter von 65 bis 69 Millionen Jahren bestimmt wurde. Die Basaltreste des Roßberg-Vulkans bei Roßdorf, die in einem Steinbruch zu Schotter zerkleinert werden, entstanden vor etwa 42,5 Millionen Jahren. Außerdem bestätigt ein ehemaliges Maar im Gebiet der Grube Messel die lange andauernden Erdbewegungen in der Region. Dort löste das Zusammentreffen von Wasser und heißem Magma eine Wasserdampfexplosion aus, die einen bis zu 300 Meter tiefen Trichtersee hinterließ. Dieser füllte sich vor rund 47 Millionen Jahren mit Ablagerungen, u. a. auch mit Tieren und Pflanzen, die in den später verfestigten Tonsteinen als Fossilien konserviert blieben.

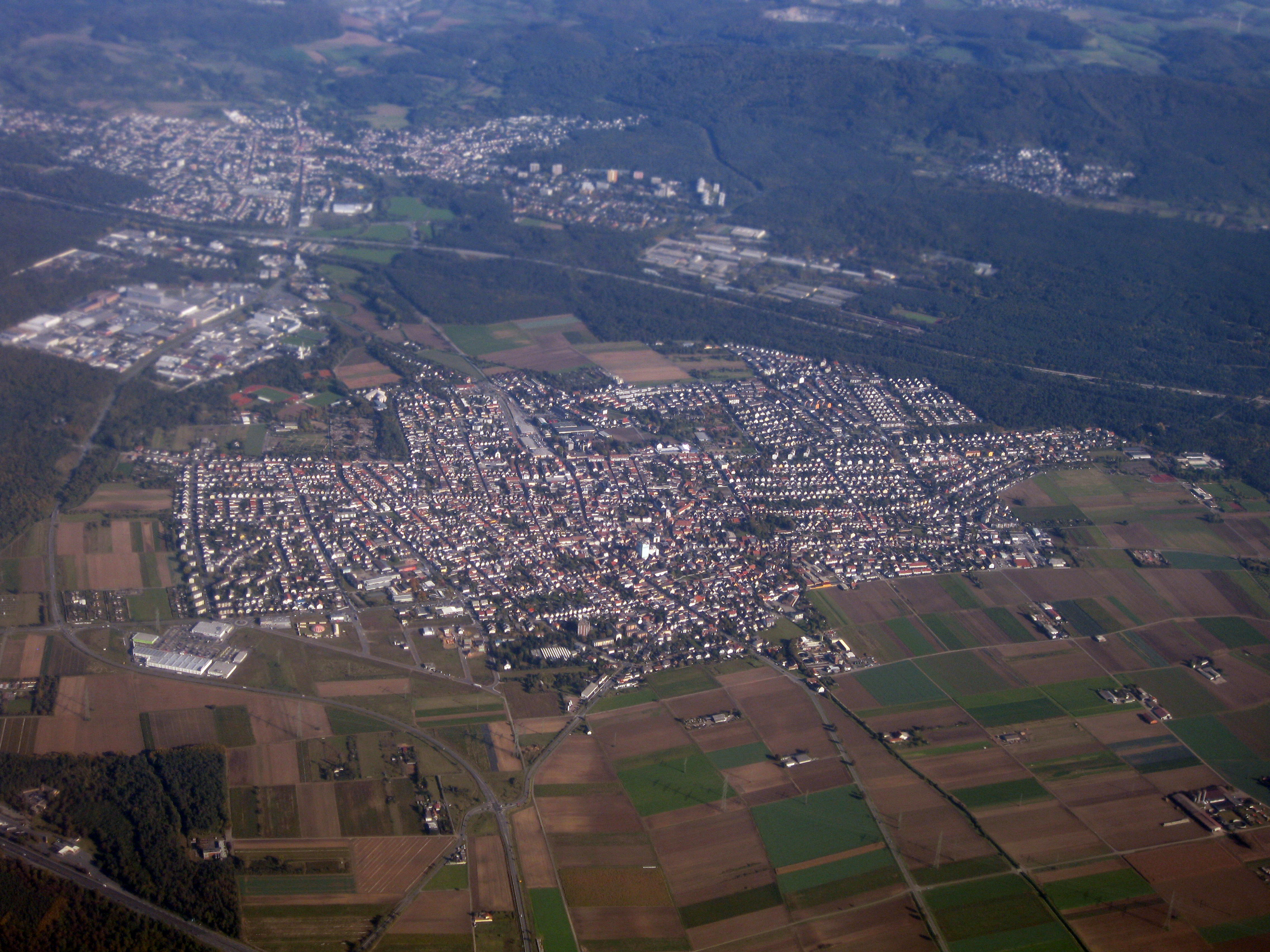
Blick über die Rheinebene bei Pfungstadt (Vordergrund) auf das Gabbro-Frankenstein-Massiv (Hintergrund) zwischen Eberstadt (links mit Mühltal) und Malchen (rechts vor dem Langenberg-Rücken mit der Burg), dahinter Nieder-Beerbach (Gabbro-Steinbruch) und weitere Bergrücken des östlichen Komplex-Teils (oberer Bildrand)

Die entscheidende Ursache für die gegenwärtige Morphologie im Bereich des Frankenstein-Komplexes ist die Absenkung des Oberrheingrabens. Vor 45 Millionen Jahren zerbrachen Erschütterungen das Gebiet des heutigen Odenwaldes in Gebirgsblöcke und Gräben. Begleitet waren diese tektonischen Vorgänge durch eine Zunahme der vulkanischen Aktivitäten im gesamten westlichen Odenwald, mit einem Schwerpunkt im Sprendlinger Horst, v. a. am westlichen Grabenrand zwischen Langen und Egelsbach. Das andauernd absinkende Rheintal legte auch die Erosionsbasis für die Flüsse und Bäche wie die Modau und ihre Zuflüsse Waschenbach und Mordach/Beerbach bzw. den Darmbach immer tiefer, so dass sie sich zunehmend ins Gestein einschnitten. Im Sprendlinger Horst zerlegten Hengstbach/Grundbach, Heegbach und Silzbach die Sandsteine des Rotliegenden und die Lavadecken, deren Reste heute als Härtlinge viele Anhöhen bilden.
Außerdem begünstigte das warmfeuchte Klima dieser Zeit die Verwitterung. So wurden nicht nur die mächtigen Buntsandsteinschichten, die sich im Mesozoikum auf dem Granitsockel des Gebirges bzw. dem Rotliegenden abgelagert hatten (Weiteres unter Geologie des Odenwaldes), zerkleinert und durch die Flüsse erodiert, sondern ebenfalls der im Bereich des Frankenstein-Komplexes wieder freigelegte kristalline Bergrumpf. Dadurch entstanden auch die Diorit- oder Gabbro-Magnetklippen am Langenbergkamm in der Nähe der Burg: Die oberen Partien auf dem Höhenrücken zerrissen in Blöcke und die anschließende Chemische Verwitterung löste ihren Verband von den Rändern aus auf, so dass sie von Verwitterungsgrus umgeben waren. In der anschließenden Eiszeit setzten sich diese Erosionen fort: Regengüsse legten die Felsen frei und spülten die Kiese, Sande und Lehme auf die Hänge (Hangschuttdecken) und in die Täler, wo sie die Bäche zu den Senkungsgebieten, dem Rheingraben im Westen bzw. der Reinheimer Bucht im Osten, abtransportierten und dort ablagerten.

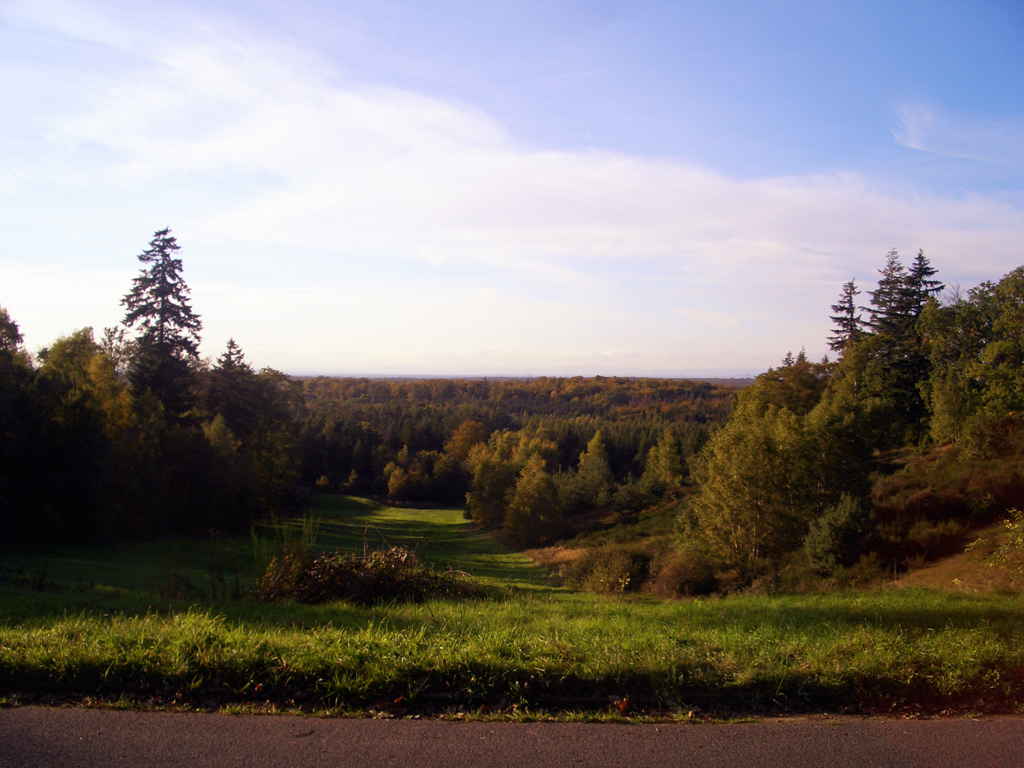
Das Messeler Hügelland ist der nördlichste Ausläufer des Kristallinen Odenwaldes. Blick von seiner höchsten Erhebung, dem Mainzer Berg, über die Rotliegend/Melaphyrfläche in Richtung Darmstadt.
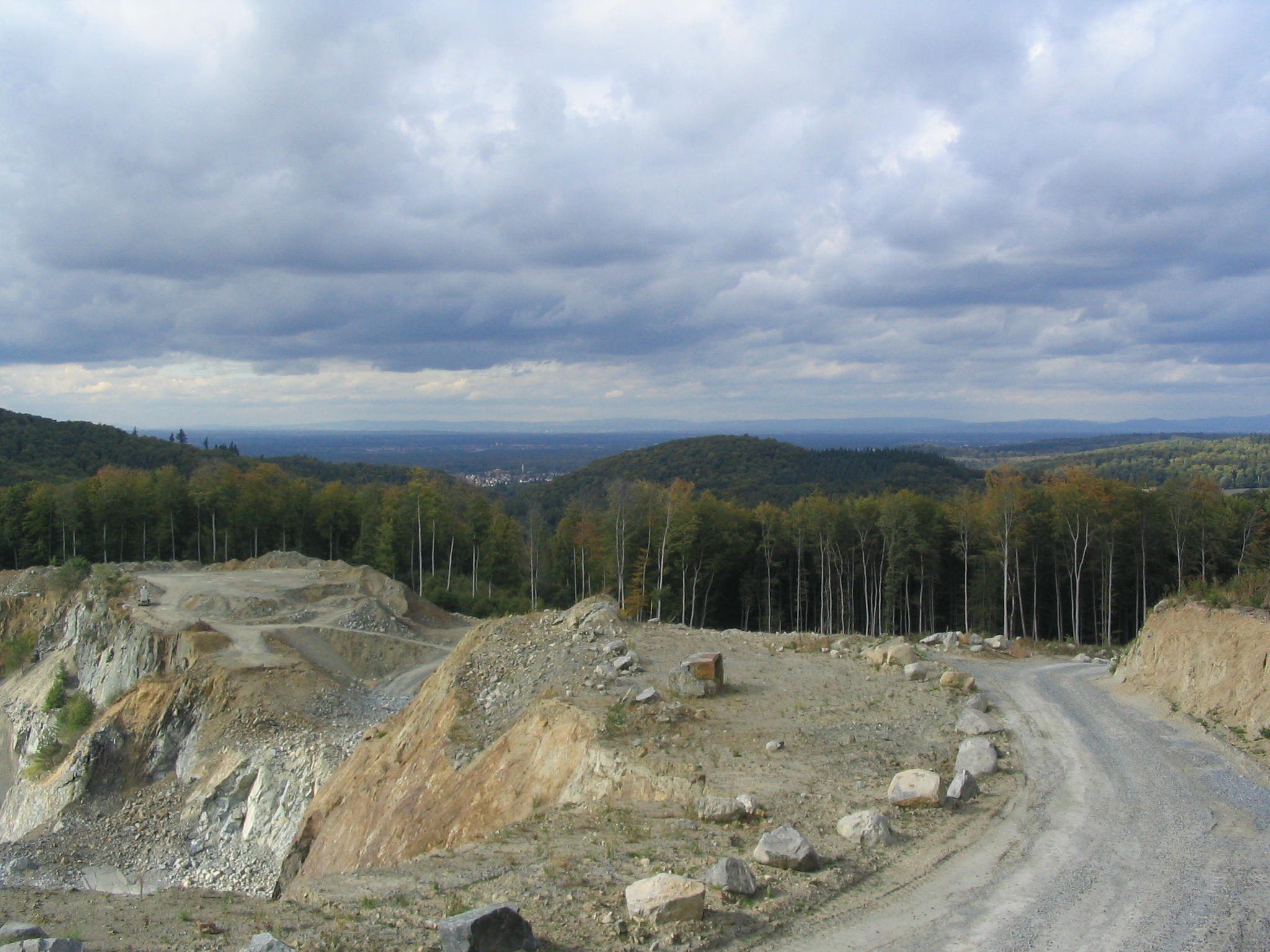
Blick vom Steinbruch am Glasberg nach N-NW über die Rheinebene zum Taunus.
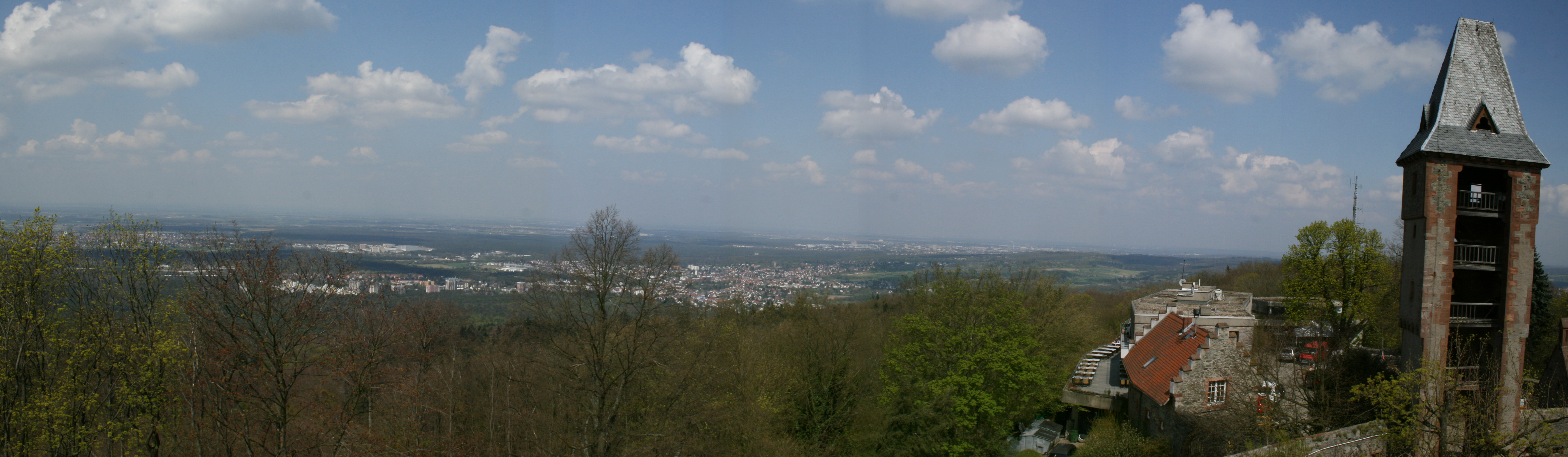
Burg Frankenstein und die nördliche Rheinebene in Richtung Darmstadt
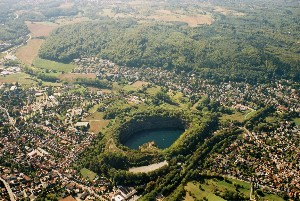
Nördliche Schiefergneiszone des Frankenstein-Komplexes: Nieder-Ramstadt mit Wingertsberg-Steinbruch im Vordergrund. Oben im Bild: Kirchberg-Lindenberg-Rücken nördlich Trautheims.

## Naturdenkmäler und Kletterfelsen
- Goethefelsen auf dem Herrgottsberg bei Darmstadt
- Lindenberg-Felsgruppen bei Trautheim
- Gabbro-Klippen und -Felsen des Frankenstein-Magnetberges, siehe Naturdenkmal „Magnetsteine“
- Brohmfels der Gabbro-Magnetklippen am östlichen Frankensteinhang Richtung Nieder-Beerbach[35], siehe Naturdenkmal „Magnetsteine“

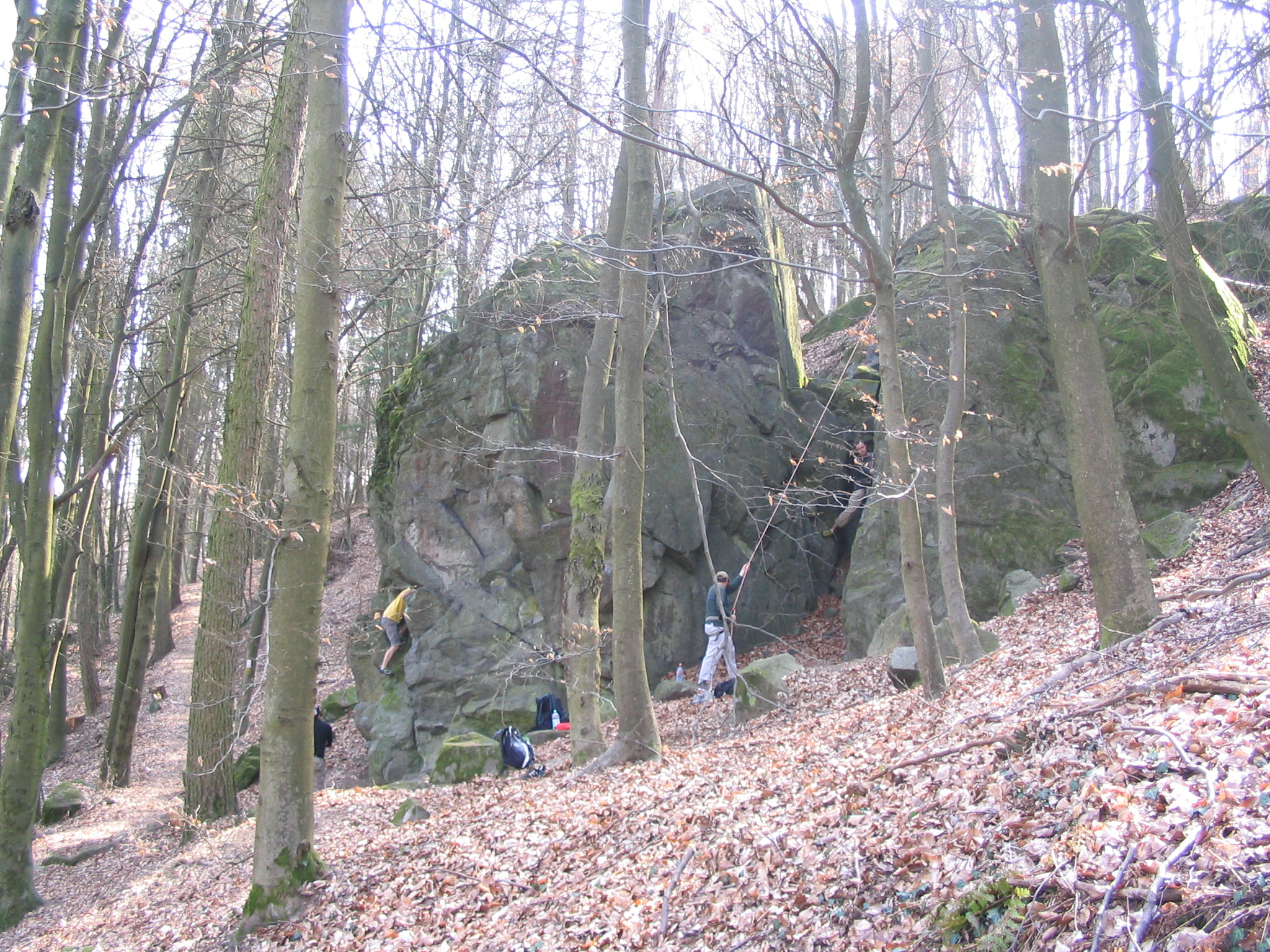
Brohmfels der Gabbro-Klippen des Frankenstein-Magnetberges.
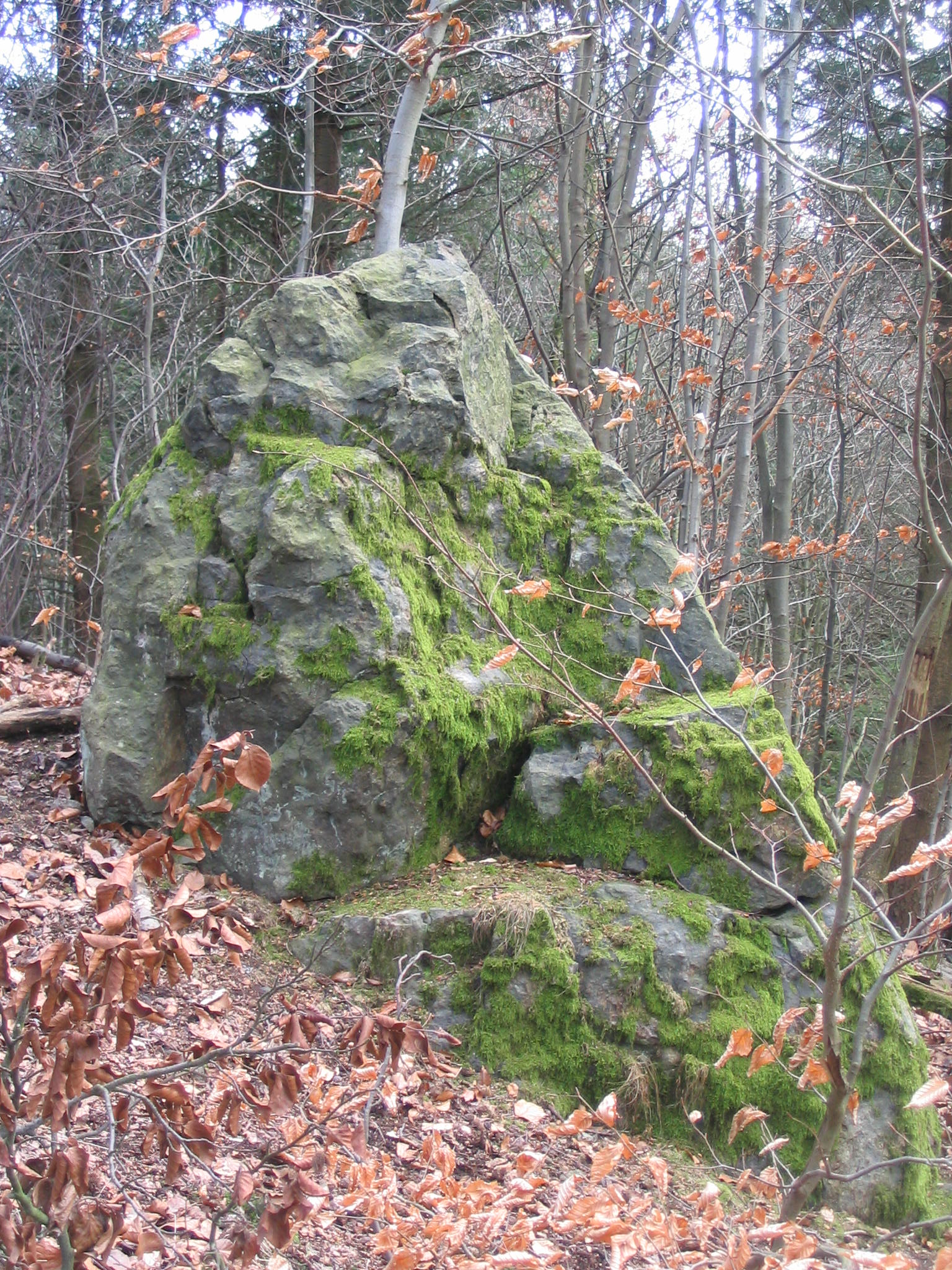
Lindenberg-Fels auf dem Kirchberg-Lindenberg-Rücken nördlich Trautheims bei Darmstadt (Schiefergneise und Hornfelse zwischen Hornblende-Diorit bzw. Biotit-Diorit).
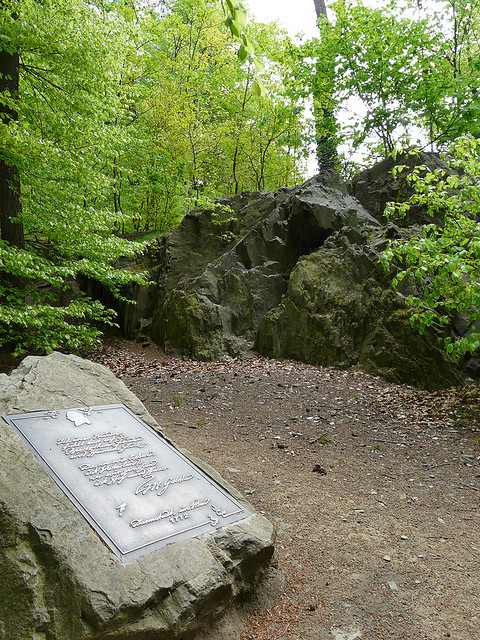
Goethefelsen auf dem Herrgottsberg bei Darmstadt. Wechsellagerung von graugrün gesprenkeltem Uralitdiabas, Amphibolit und Kalksilikatfels.

## Literatur

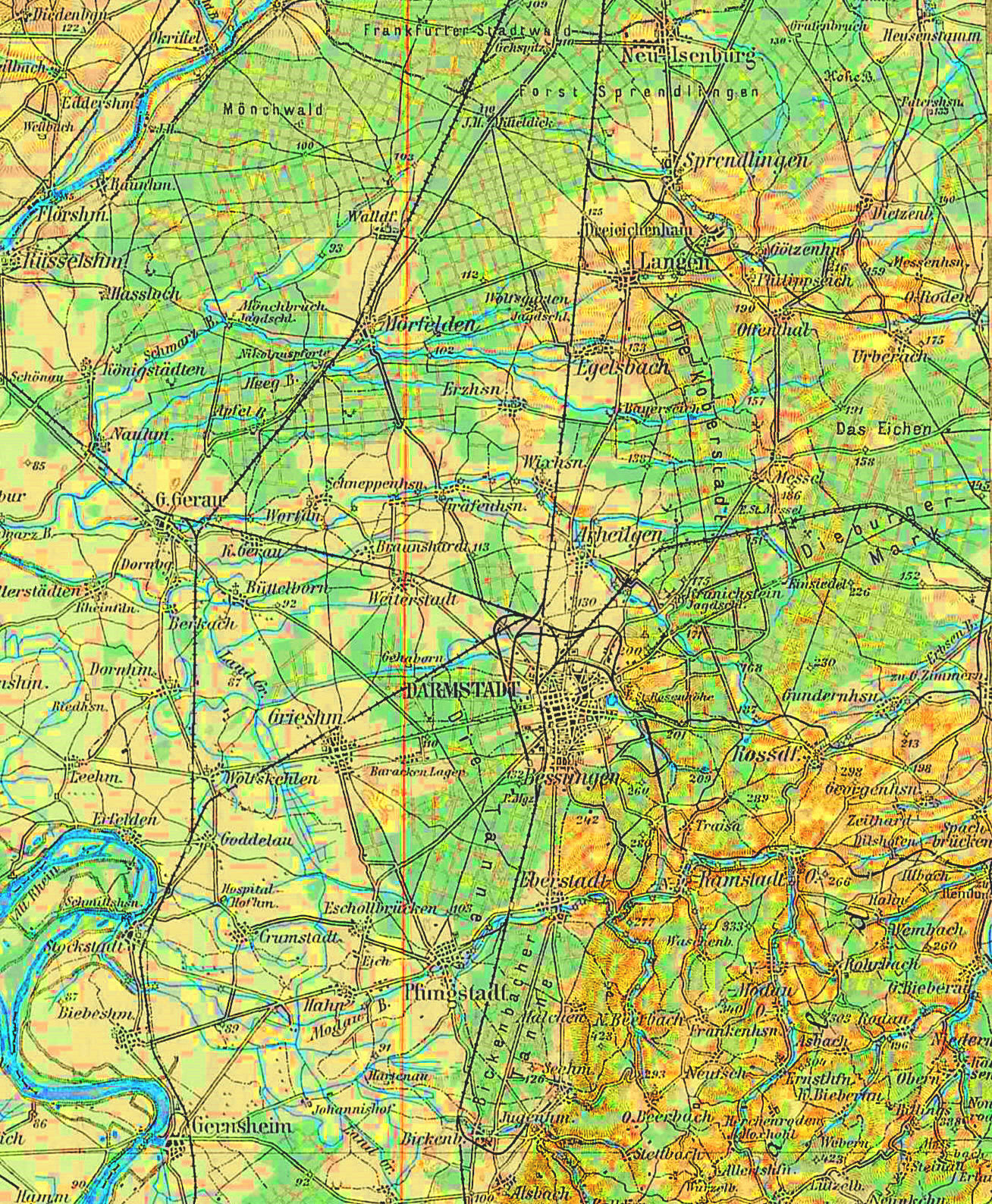
Landkarte (1914) des Frankenstein-Komplexes und des Sprendlinger Horsts. Weitere kartographische Darstellungen und Luftaufnahmen der Region: